# 米哈伊爾·拉扎列夫
米哈伊尔·彼得罗维奇·拉扎列夫（羅馬化：Mikhail Petrovich Lazarev；1788年11月3日—1851年4月11日），俄罗斯海军军官、探险家。
出生于弗拉基米尔，1800年，进入俄罗斯海军学院学习。三年以后，被派往英国舰队，在那里完成五年领航员生涯。1808年至1813年，在波罗的海舰队服役。在此期间，曾参加芬蘭戰爭、俄法戰爭與納瓦里諾海戰。
1813年至1816年，拉扎列夫乘坐帆船Suvorov号自喀琅施塔得出发，到达阿拉斯加，完成其本人的第一次环游世界。在此次旅行中，拉扎列夫发现了库克群岛中的苏瓦罗环礁。